# Portrait de Diego Martelli
Le Portrait de Diego Martelli est une peinture du peintre français Edgar Degas, réalisée autour de 1875, et conservée à la National Gallery of Scotland d'Edimbourg.

## Description
Diego Martelli était un critique d'art qui, fréquentant assidûment le Caffè Michelangiolo à Florence, était lié au groupe de peintres des Macchiaioli. Il s'est rendu à diverses reprises à Paris, ou il appréciait particulièrement les nouveautés culturelles venant de France, et en particulier le groupe des Impressionnistes, dans lequel il trouvait des affinités avec celles des Macchiaioli.
Lors d'un de ses séjours à Paris, il a également rencontré Edgar Degas, lequel lui a consacré deux portraits. Dans la version d'Edimbourg, le grand critique est assis sur une chaise en bois et a les bras croisés. Il a un regard grave et profond, et une expression maussade. Le meuble à sa gauche est encombré de divers périodiques, journaux et de livres. La scène du Portrait de Diego Martelli est électrisante de dynamisme, malgré l'immobilité du visage.